# 源花
源花（朝鲜语 ：원화 ) ，也作原花，花郎制度下所设置的一种女性官职，盛行与朝鲜三国新罗王朝时期，在真兴王掌权时期设立。
這個職位的設立與當時的花郎制度密切相關。花郎是一群由新羅貴族的子弟組成的青年武士，他們不僅要負責軍事任務，還有社會和文化責任。源花作為花郎制度中的一員，主要扮演的是輔佐和支持花郎的角色，並且在特定情況下也有影響力，尤其是在外交和宮廷事務中。
源花的具體職責和權力範圍目前仍然不清楚。根據歷史記載，源花可能主要是花郎的女性伴侶或助理，並負責宮廷儀式、文化活動等，並未直接參與軍事事務。至於源花在戰爭中的具體作用，現有的歷史資料並未提供足夠的證據，並無法確定她們是否在軍事指揮中有實際參與。
源花制度反映了新羅社會對女性的特殊定位，尤其在文化與軍事相互交織的時代背景下，女性在某些社會階層中的地位和角色或許比其他時期更加重要。